# Radio Flash Katowice
Radio Flash Katowice – polski klub futsalowy z Katowic, a wcześniej z Knurowa. Od sezonu 1995/1996 do 1998/1999 występował w I lidze. W pierwszych dwóch sezonach pod nazwą Rancho-Amica Knurów. W sezonach 1996/1997, 1997/1998 i 1998/1999 drużyna zajmowała czwarte miejsce w ekstraklasie.